# Distrito de Tapiche
El Distrito peruano de Tapiche es uno de los 10 distritos de la Provincia de Requena, ubicada en el Departamento de Loreto, perteneciente a la Región Loreto, Perú.
Desde el punto de vista jerárquico de la Iglesia católica forma parte del Vicariato Apostólico de Requena.